# رجل مطلوب (كتاب)
رجل مطلوب هو الكتاب السابع عشر في مسلسلة كتب جيك ريتشير للكاتب البريطاني لي تشايلد. صدر الكتاب في 30 اكتوبر 2012 في المملكة المتحدة, أستراليا ونيوزيلندا, وفي 11 سبتمبر 2012 في الولايات المتحدة وكندا. فازت رواية رجل مطلوب بجائزة رواية العام من جوائز الكتاب الوطني.
تعود أحداث الكتاب إلى الجدول الزمني الحالي, وتستكمل من حيث انتهت أحداث الكتاب يستحق الموت من اجله, بينما تكشفالرواية السابقة, القضية, بعض التفاصيل عن ماضي الشخصية الرائيسية. وكمعظم روايات جيك ريطشير, كُتبت هذه الرواية ايضًا بضمير الغائب.

## الحبكة
يبدأ الكتاب عندما يحاول جيك ريتشير الوصول إلى فرجينيا في منتصف الليل دون إمتلاكه لسيارة. بعد إنتظار لمدة ساعة, يوافق رجلين ومرأة على مساعدته, ويصعد ريتشير معهم في سيارتهم. سرعان ما يكتشف ريتشير أنهم متورطون في جريمة قتل وسرقة سيارة تخضع لتحقيق من قبل الشرطة المحلية.
علاوة على ذلك، يتبين أن هذا قد يكون تهديدًا إرهابيًا ضد الولايات المتحدة بشكل عام. عندما أُغلقت قضية الشرطة بشكل مفاجئ، قرر ريتشير وعميلة الـ-FBI جوليا سورينسون التعاون والتحقيق في القضية بشكل مستقل.

## نقد ومبيعات
بُيع الكتاب بأكثر من مليون نسخة في جميع أنحا العالم, وكذلك كان في قمة قائمة الأكثر مبيعًا لمدة عدة أسابيع. مع ذلك، بالنسبة للتعليقات، كانت الآراء منقسمة. بعض الناس أحبوا الكتاب، بينما لم يعجب البعض الآخر به، جزئيًا بسبب تصوير الكتاب لوكالة الاستخبارات المركزية (CIA) كمنظمة أقل نجاحًا مقارنة بمكتب التحقيقات الفيدرالي (FBI).